# 김경춘
김경춘(金敬春, 1984년 1월 27일~)은 대한민국의 전직 축구 선수이다. 선수 시절 포지션은 미드필더였다. 현역 시절 내셔널리그에서 157경기를 뛰었다.